# Verlagsgruppe Dornier
Die Verlagsgruppe Dornier war nach wechselvoller Geschichte zuletzt ein Zusammenschluss der deutschsprachigen Buchverlage Henschel, Theseus, Lüchow, Urania und Kreuz in Stuttgart.

## Geschichte
Die Verlagsgruppe entwickelte sich aus dem 1975 von Silvius Dornier (erster Sohn von Claude Dornier aus dessen zweiter Ehe) gegründeten Theseus-Verlag, München und Zürich, der vor allem buddhistische Literatur herausgab.
Nach der Wende ging der Industrielle Silvius Dornier das Risiko ein und kaufte einige Verlage auf, die in der DDR schon aktiv waren.
Ausgerichtet waren sie auf kulturelles und Kulturgeschichte wie auch Militärgeschichte.
Dem zuerst gekauften Verlag E. A. Seemann (Leipzig) folgten der Henschel Verlag (Berlin), ein Teil des Militärverlags der DDR, Edition Leipzig (Leipzig) und später Urania.
Die Übernahme des Bereichs Buchverlag aus dem Militärverlag der DDR ging über eine Zwischenstation. Es wurde erst eine Käufergesellschaft namens 'Silvius Dornier Verlagsgesellschaft' (SDVG) gebildet, deren Namen der Verlag vorübergehend trug. Danach wurde die Gesellschaft umbenannt in BVH Brandenburgische Verlagshaus GmbH, verkürzt zu Brandenburgisches Verlagshaus.
Die Verlage blieben eigenständige Verlage unter der neu gegründeten Dornier Medienholding GmbH mit Sitz in Berlin.
Die Holding wurde 1992 anscheinend in München gegründet.
Zukäufe im Bereich Spiritualität und Lebenshilfe waren der Urania Verlag (Leipzig) 1994 und der Kreuz-Verlag (Stuttgart) 1996.
Rückwirkend zum 1. Januar 1996 werden die bis dahin eigenständigen ostdeutschen Verlage mit der Dornier-Medienholding verschmolzen.
Seitdem wurde in den Druckerzeugnissen hinter dem Namen des Verlags das Postfix „in der Dornier Medienholding“ angehängt.
Zum Ende des Jahres 1997 stellt das Brandenburgische Verlagshaus seine Arbeit weitgehend ein und beendet die Aktivität 1998. Nur ein kleiner Teil des Programms konnte bei Henschel untergebracht werden und es wurde einiges verkauft. Die verbliebenen Rechte gingen 2004 an den Siegler & Co. KG Verlag für Zeitarchive GmbH und von dort 2008 an Edition Lempertz.
Zum 1. September 2001 benannte sich die Dornier Medienholding in Verlagsgruppe Dornier GmbH um. Damit wollte die Verlagsgruppe in der Außenwirkung deutlicher als Medienunternehmen des Verlagswesens wahrnehmbar werden. Die Verlagsgruppe, deren alleiniger Eigentümer weiterhin Silvius Dornier war, umfasste zu dem Zeitpunkt die sieben Verlage Henschel, Theseus, Urania (mit Ravensburger Ratgeber), Brandenburgisches Verlagshaus, E. A. Seemann, Edition Leipzig und Kreuz. Die Namen standen jeweils für ein individuelles Verlagsprofil und eigenständige Programmschwerpunkte.
Mit dem Kauf des Lüchow-Verlags 2002 wurde der Bereich Spiritualität und Lebenshilfe gestärkt.
Bis 2002 war das Verlagshaus zwiegespalten zwischen dem Bereich für zentrale/existentielle Lebensfragen und dem Bereich Kulturelles und Kulturgeschichte.
Man entschied sich Ende 2002 den Bereich Kulturelles und Kulturgeschichte einzustellen. Betroffen waren die Verlage Henschel, E. A. Seemann und Edition Leipzig. Der Standort Leipzig sollte geschlossen werden. Die Aufgaben der verlegerischen Geschäftsführerin der Verlagsgruppe Dornier wurden aufgeteilt.
Zwei Angestellte der Verlagsgruppe Dornier, Jürgen A. Bach und Bernd Kolf, übernahmen die Verlage Henschel, Seemann und Edition Leipzig und schufen 2003 die Verlagsgruppe Seemann Henschel mit Hauptsitz in Leipzig.
Die neue Verlagsgruppe übernahm die Ausrichtung der Verlage in Kultur und Kulturgeschichte, einige Mitarbeiter und den Standort Leipzig. Für den Henschel Verlag wurden neue Räumlichkeiten in Berlin gesucht.
Die Leitung übernahm Bernd Kolf von Berlin aus.
Nach der Abtrennung verlegte die Verlagsgruppe Dornier 2003 ihren Hauptsitz und auch den Urania Verlag von Berlin nach Stuttgart.
Für die Publikationen des Bereiches zentrale/existentielle Lebensfragen wurde bis 2004 versucht, das Synonym VeDo Verlag neben dem Namen des publizierenden Verlages zu etablieren.
Aus Anlass seines 80. Geburtstags ordnete der bisherige Alleingesellschafter, Verleger und Mäzen Silvius Dornier seine Geschäfte neu und zog sich aus der aktiven Verlagstätigkeit zurück. Zum 1. Oktober 2006 übernahm die Verlagsgruppe Herder – mit Stillschweigen über die Übernahmemodalitäten und den Kaufpreis – die Verlagsgruppe Dornier und bündelte alle kaufmännischen und vertrieblichen Kräfte in Freiburg. Die Einzelverlage der Verlagsgruppe Dornier wurden im Anschluss als Imprints unter dem Dach der Verlag Kreuz GmbH organisiert. Die Programmarbeit verblieb bis 2008 zunächst in Stuttgart und wird seither sukzessive nach Freiburg verlegt.
Die Bastelbücher des Urania Verlags wurden mit dem vom Verlag Herder übernommenen Kreativverlag Christophorus verschmolzen und zum 1. Januar 2009 unter Zustimmung des Bundeskartellamts vom Verlag Kreuz an den OZ Verlag in Rheinfelden veräußert. Mit Wirkung zum 1. Januar 2009 verkaufte der Verlag Kreuz die beiden Bereiche Theseus und Lüchow an die Mediengruppe J. Kamphausen in Bielefeld, die damit ihre Marktstellung im Bücherbereich Buddhismus, ganzheitliches Heilen und Lebensführung ausbaute. Der Verlag Kreuz konzentriert sich hiermit auf die Kernthemen Spiritualität, Theologie und Psychologie. Somit bestehen die Dornier-Verlage heute nicht mehr als Verlagsgruppe, sondern als Einzelverlage und Imprints in mehreren anderen Verlagsgruppen weiter.

## Programm
Die von der Verlagsgruppe herausgegebenen Titel gehörten vor allem zu den Themenbereichen Lebenshilfe, Spiritualität, Religion und Psychologie sowie zur Kultur und Kulturgeschichte. Zu den Autoren der Verlagsgruppe zählten unter anderem Walter Conrad, Anselm Grün und Jörg Zink.